# UNKNOWN TOWN〜見知らぬ街〜
「UNKNOWN TOWN〜見知らぬ街〜」（アンノウン・タウンみしらぬまち）は木根尚登が1998年5月30日にリリースした9枚目のシングル。

## 概要
映画「キリコの風景」の主題歌。木根も同作品に出演。当シングルはC/W「Marching for new day」も含めて木根が編曲を担当。前作に続き2曲ともアルバム『The Beginning Place〜始まりの場所〜』に収録。本作のカラオケバージョンは、-Original Backing Track- と表記された。

## 収録曲
作詞・作曲・編曲：木根尚登
1. UNKNOWN TOWN〜見知らぬ街〜
  - ストリングスアレンジ：嶋田陽一
2. Marching for new day
3. UNKNOWN TOWN〜見知らぬ街〜 (Original Backing Track)